# 日常物品的新绘画
日常物品的新绘画是首个聚焦美国波普艺术的博物馆展览，于1962年在帕萨迪纳艺术博物馆举行。参展的八位艺术家分别是：罗伊·利希滕斯坦、吉姆·戴恩、安迪·沃霍尔、菲利普·荷费尔顿、罗伯特·多德、乔伊·古德、埃德·拉斯查和偉恩·第伯。策展人是沃尔特·霍普斯，他于一年前为安迪·沃霍尔在洛杉矶费若思画廊举办了首次个展。这个展览帮助波普艺术运动获得了主流的接纳。一年后，策展人劳伦斯·阿洛韦在所羅門·古根漢美術館举办了1963年度波普艺术展“六位画家及其对象”。

## 艺术家
八位艺术家来自不同背景。 第伯是加利福尼亞大學戴維斯分校的一名教师。利希滕斯坦、荷费尔顿和多德之前的作品是抽象表现主义风格。戴恩曾在纽约从事偶发艺术创作。 沃霍尔已经是一名成功的商业艺术家。该群体最年轻的成员，高中同窗老友拉斯查和古德，刚刚从艺术院校毕业，靠从事平面设计和接零活来谋生。拉斯查还出任洛杉矶的卡森-罗伯茨广告公司的布展设计师。